# متحف أم كلثوم
متحف أم كلثوم هو متحف للسيرة الذاتية للسيدة أم كلثوم في الجيزة، بالقرب من القاهرة، مصر. يُعتبر هذا المتحف مخصصا لكوكب الشرق أم كلثوم الفنانة وكاتبة الأغاني والممثلة المصرية الشهيرة.
يقع المتحف في منطقة الروضة بالقاهرة، داخل قصر المانسترلي التاريخي، ويُعد من أبرز المعالم الثقافية التي تحتفي بتاريخ الموسيقى العربية.

## الموقع والتأسيس
يقع المتحف في قصر المانسترلي، الذي بُني عام 1851 على مساحة 1000 متر مربع، في منطقة الروضة المطلة على نهر النيل بالقاهرة. تم افتتاح المتحف رسميًا في 28 ديسمبر 2001، بعد 12 عامًا من العمل والتجهيز. تأسس المتحف بتوجيه من وزارة الثقافة المصرية، ويُدار حاليًا من قبل صندوق التنمية الثقافية التابع للوزارة.

### الافتتاح
تم افتتاح المتحف  في القاهرة تحت رعاية سوزان مبارك، حرم الرئيس المصري محمد حسني مبارك. أقيم الحفل في مبنى قصر المانسترلي التاريخي بمنطقة الروضة على ضفاف نهر النيل، وقد تم تصميم المتحف والإشراف عليه من قبل مهندسين إيطاليين ومصريين.

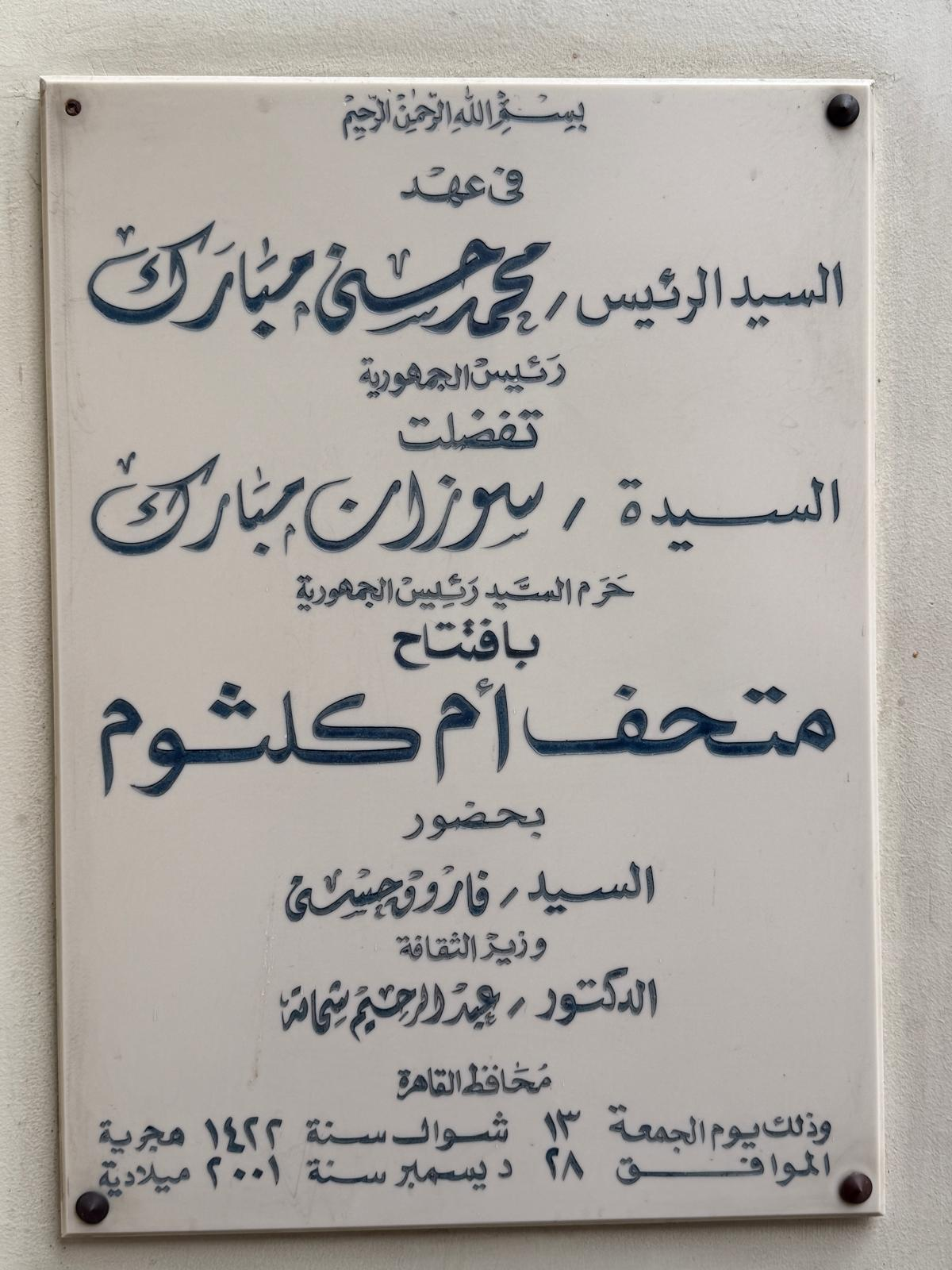
افتتاح المتحف في عهد الرئيس حسني مبارك

وقد حضر الافتتاح عدد من الشخصيات البارزة في المجتمع الثقافي والفني، حيث كان يعتبر هذا الحدث بمثابة تكريم لإرث أم كلثوم في عالم الموسيقى والغناء العربي. ومن الحاضرين كان وزير الثقافة المصري فاروق حسني والدي قال في مؤتمر صحفي بعد جولة تفقدية للمتحف حضرها أبناء عائلة أم كلثوم، أن وزارته تعتبر إنشاء هذا المتحف تشجيعا للفنانين المصريين والعرب لبذل طاقتهم للارتقاء إلى المستوى الرفيع الذي وصلت إليه أم كلثوم. وأوضح أنه في سياق تشجيع الفنانين قررت وزارة الثقافة المصرية منح جائزة سنوية باسم الراحلة أم كلثوم لأجمل الأصوات العربية.

## المقتنيات
يضم المتحف مجموعة نادرة من مقتنيات أم كلثوم الشخصية والفنية، منها:
- الملابس والإكسسوارات التي كانت ترتديها في حفلاتها، مثل النظارة المطعمة بالألماس ومنديلها الشهير.
- العود الذي كانت تستخدمه في حفلاتها.
- الأوسمة والنياشين التي حصلت عليها، مثل قلادة النيل من الرئيس جمال عبد الناصر ووسام الأرز من لبنان.
- الوثائق والمخطوطات، بما في ذلك قصائد مكتوبة بخط يد الشعراء مثل أحمد رامي وبيرم التونسي.
- أجهزة موسيقية قديمة، مثل الجرامافون والراديو، التي كانت تستخدمها لتسجيل أغانيها.
- مكتبة موسيقية سمعية وبصرية تحتوي على تسجيلات صوتية ومرئية لجميع حفلاتها وأغانيها.
- أفلام سينمائية شاركت فيها، مثل "دنانير" و"فاطمة".

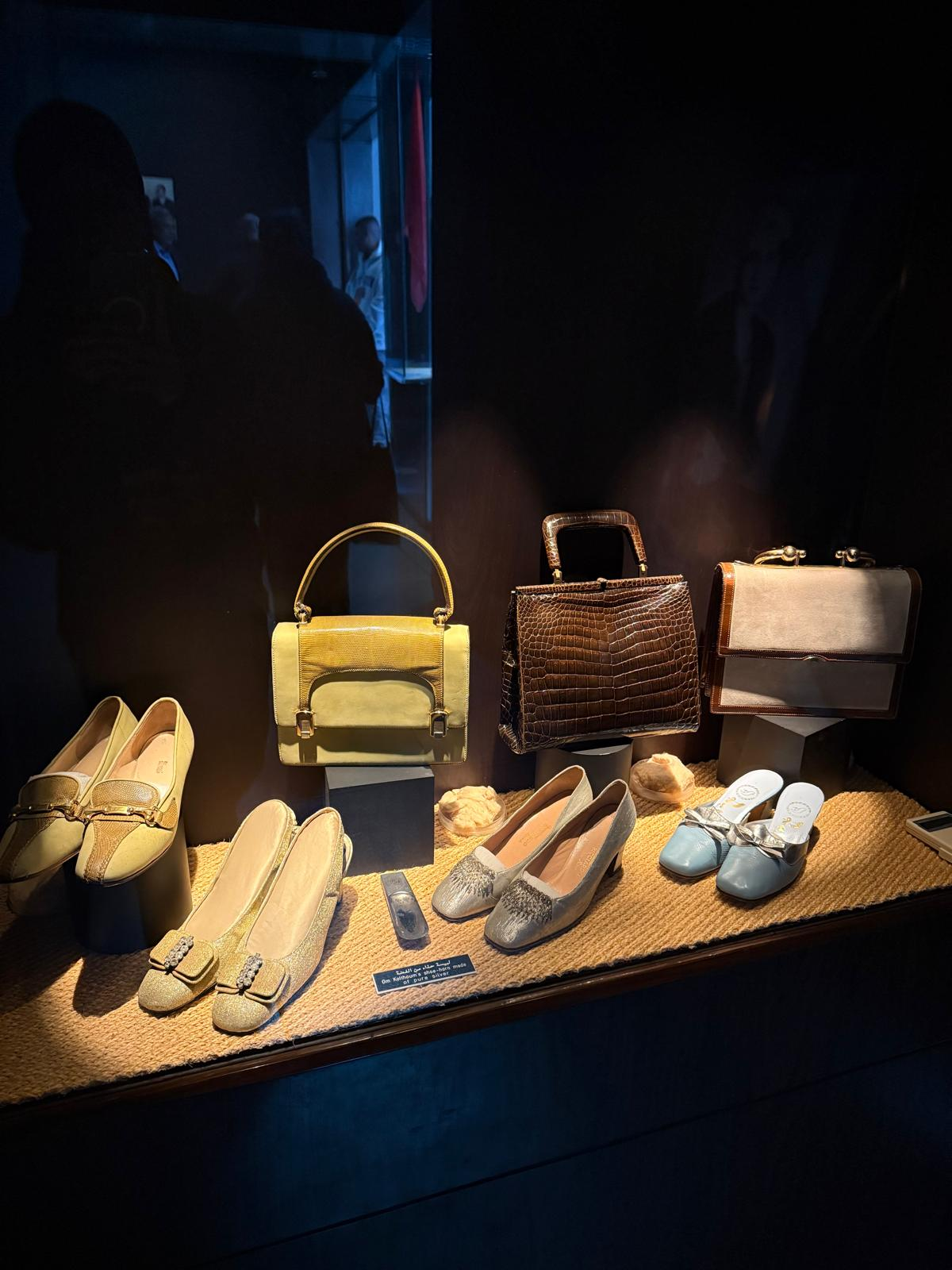
احذية وحقائب ام كلثوم من متحفها في القاهرة

- احذية وحقائب ام كلثوم من متحفها في القاهرةأرشيف صحفي يضم أكثر من 7,000 مقالًا وخبرًا صحفيًا عن حياتها وأعمالها.[6]

## الأنشطة والفعاليات
ينظم المتحف فعاليات ثقافية وفنية منتظمة، مثل:
- حفلات موسيقية تُقام في أول خميس من كل شهر، حيث يُقدم فنانو مصر والعالم العربي أغاني أم كلثوم.[3]
- ندوات ثقافية وأكاديمية حول تأثير أم كلثوم في الموسيقى العربية.
- ورش عمل ومسابقات للشباب المهتمين بالغناء والموسيقى.
- معارض مؤقتة تسلط الضوء على جوانب مختلفة من حياة أم كلثوم.[3]

## الأهمية الثقافية
يُعتبر متحف أم كلثوم مركزًا ثقافيًا هامًا للحفاظ على التراث الفني العربي، حيث يُتيح للزوار فرصة التعرف على حياة وأعمال سيدة الغناء العربي من خلال مقتنياتها الأصلية. كما يُعد مرجعًا أكاديميًا للباحثين والدارسين في مجال الموسيقى والفنون.